# 청초호

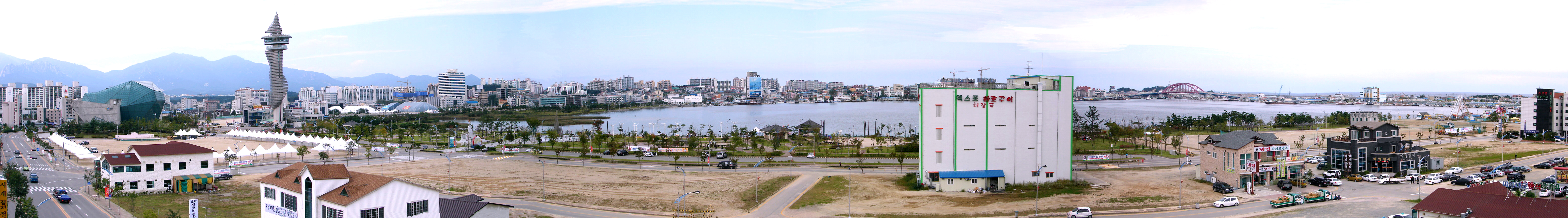
청초호 파노라마

청초호(靑草湖)는 강원특별자치도 속초시 청호동에 있는 호수로, 석호이다. 영랑호와 쌍둥이처럼 나란히 마주보고 있다고 하여 ‘쌍성호’라는 이름으로도 불린다.

## 개요
호수 넓이 1.3km2, 둘레가 약 5km되는 큰 호수이다. 만 입구에 쌓인 사주로 둘러싸여 있다. 청초호 안에는 500t급 선박이 자유로이 드나들 수 있고 외해의 풍랑이 미치지 않아 좋은 항만의 구실을 하며, 특히 풍랑 때 어선의 대피 정박지로 쓰인다. 호구에 마주한 해안도 정박이 편하여 매우 좋은 항구의 조건을 갖추었다.
청초호 주변의 관광명소로는 아바이마을, 99강원국제관광엑스포상징탑, 석봉도자기미술관 등이 있다.

## 같이 보기
- 경포호
- 영랑호